# سلاحف النينجا: تورنامنت فايترز
سلاحف النينجا: تورنامنت فايترز (بالإنجليزية: Teenage Mutant Ninja Turtles: Tournament Fighters)‏ ، هي لعبة فيديو إلكترونية من نوع قتال بين المنافسين، أنتجت شركة كونامي اليابانية سنة 1993م، وتعمل لأنظمة سوبر نينتندو إنترتينمنت سيستم ونينتندو إنترتينمنت سيستم وسيجا ميجا درايف.

## وصلات خارجية
- سلاحف النينجا: تورنامنت فايترز على موقع IMDb (الإنجليزية)

- Genesis game على موبي غيمز
- NES game على موبي غيمز
- SNES game على موبي غيمز